# Буки, Майк
Майкл (Майк) Бу́ки (англ. Michael "Mike" Bookie, 12 сентября 1904, Питтсбург, Пенсильвания — 12 октября 1944, авиабаза Эглин, Флорида) — американский футболист, нападающий, участник первого чемпионата мира в составе сборной США, на турнире на поле не выходил.

## Карьера

### Клубная
Майк Буки начинал футбольную карьеру в скромных любительских клубах западной Пенсильвании и некоторое время играл за «Жаннетт», прежде чем подписать контракт с «Бостон Уандер Уоркерс» из Американской футбольной лиги в 1924 году. В январе 1925-го он перешёл в «Вестабург», с которым завершил текущий сезон. Осенью 1925 года Майк уже выступал за команду «Нью Бедфорд Уэйлерз», однако появился в её составе на поле лишь 4 раза. Позже он играл также за клубы «Американ Хангериан» и «Кливленд Славия». В марте 1931 года он покинул команду. Завершал карьеру в «Карри Силвер Топс».

### В сборной
Майк Буки вошёл в состав сборной США, отправившийся на первый чемпионат мира в Уругвай, однако не выходил на поле ни в одном из трёх матчей. Единственный же матч за сборную он провёл по завершении турнира в августе 1930 года в матче против сборной Бразилии.